# Pho mát pizza
Phô mai pizza bao gồm một số loại và nhiều loại phô mai và các sản phẩm từ sữa được thiết kế và sản xuất để sử dụng riêng cho bánh pizza. Việc này bao gồm xử lý và biến đỏi các loại pho mát giống như mozzarella và các biến thể của mozzarella. Thuật ngữ này cũng có thể đề cập đến bất kỳ loại phô mai nào thích hợp để sử dụng trên bánh pizza. Các loại pho mát phổ biến nhất được sử dụng để chế biến bánh pizza là mozzarella (chiếm khoảng 30%), provolone, cheddar và Parmesan. Emmental, Romano và ricotta thường được sử dụng làm lớp phủ trên bề mặt bánh, và pho mát pizza chế biến được sản xuất riêng cho bánh pizza được sản xuất hàng loạt.  Một số loại phô mai pizza sản xuất hàng loạt được bảo quản lạnh sau khi sản xuất và vận chuyển đông lạnh.
Phô mai pizza đã qua chế biến được sản xuất để tạo ra chất lượng tối ưu về độ nâu, độ tan chảy, độ dẻo, hàm lượng chất béo và độ ẩm. Một số nghiên cứu và thử nghiệm đã phân tích tác động của dầu thực vật, quy trình sản xuất và nuôi cấy, whey protein biến tính và những thay đổi khác để tạo ra pho mát pizza lý tưởng và mang giá trị kinh tế cao. Năm 1997, người ta ước tính rằng sản lượng hàng năm của sản phẩm pho mát pizza là 2 tỷ pound ở Hoa Kỳ và 200 triệu pound ở Châu Âu, và vào năm 2000, nhu cầu về sản phẩm này ở Châu Âu đã tăng 8% mỗi năm. Xu hướng tăng đều đặn sản xuất và tiêu thụ pho mát mozzarella và pizza tiếp tục trong thập kỷ đầu tiên của thế kỷ 21 ở Hoa Kỳ.

## Sự đa dạng và chủng loại

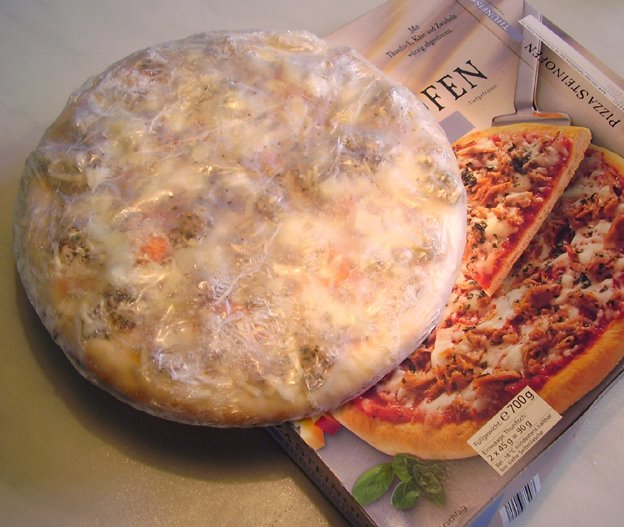
Pizza đông lạnh được đóng gói

International Dictionary of Food and Cooking định nghĩa bánh pho mát pizza là "một loại phô mai spun-curd mềm tương tự như Mozzarella làm từ sữa bò... được sử sử dụng đặc biệt cho pizza và chứa hơi ít nước hơn Mozzarella thông thường... " Hầu hết các loại phô mai pizza có ít nhất 95 phần trăm là Mozzarella, với độ ẩm và hàm lượng chất béo khác nhau. Phô mai pizza đông lạnh có thể được nghiền, trong đó pho mát được chế biến thành các hạt nhỏ hoặc mảnh vụn. Mozzarella có phần trăm độ ẩm thấp có thể được chế biến để dành riêng cho bánh pizza. Phô mai có thể được chế biến thành khối, từ đó chúng có thể được bào, làm thành hạt hoặc cắt lát để sử dụng trên bánh pizza hoặc các loại thực phẩm khác. Phô mai pizza thường bao gồm sự pha trộn của hai hoặc nhiều loại phô mai, chẳng hạn như phô mai Mozzarella có độ ẩm thấp hoặc Provolone. Mozzarella có độ ẩm thấp lần đầu tiên được sản xuất tại các nhà máy sản xuất sữa ở miền Trung Tây Hoa Kỳ, và ban đầu được gọi là "pho mát pizza". So với Mozzarella tiêu chuẩn, Mozzarella có độ ẩm thấp có kết cấu rắn chắc hơn, dễ bào hơn, có màu nâu và tan chảy tốt hơn, và ít bị hỏng hơn.
Trên toàn cầu, Mozzarella là loại phô mai pizza phổ biến nhất. Tuy nhiên, người ta ước tính rằng ở Hoa Kỳ chỉ có 30% tổng số phô mai pizza được sử dụng là phô mai Mozzarella thực sự. Provolone là loại được sử dụng phổ biến thứ hai ở quốc gia này. Cheddar có thể được trộn với Mozzarella để giữ độ dai vốn có của nó. Parmesan bào có thể được thêm vào mặt trên của bánh pizza, và thường không tan chảy tốt khi nấu chín. Nhiều loại pho mát pizza đã qua chế biến được sản xuất, bao gồm cả pho mát tương tự. Provel là một ví dụ. Các loại pho mát pizza khác bao gồm Emmental, Romano và Ricotta được dùng để phủ lên calzones.
Một số loại pho mát có thể được trộn với nhau theo công thức của nó, và mỗi loại có sắc nâu và độ phồng riêng. Ví dụ, sự kết hợp của Mozzarella và Cheddar có thể phồng ít hơn khi nấu chín so với các sự kết hợp khác, bởi vì cheddar có độ đàn hồi kém hơn, trong khi Mozzarella và provolone có thể ít có màu nâu hơn so với các sự kết hợp khác.

### Phô mai pizza đã chế biến
Các sản phẩm giống như pho mát đã qua xử lý và tiệt trùng để sản xuất pizza nhanh hơn và rẻ hơn pho mát thật và được thiết kế để tan chảy tốt và vẫn giữ được độ dai được sử dụng trên nhiều loại pizza sản xuất hàng loạt ở Bắc Mỹ và Vương quốc Anh. Những sản phẩm này được gọi là pho mát pizza tương tự;  ở Vương quốc Anh, thuật ngữ "chất tương tự pho mát" được sử dụng nhưng nó thực sự không phải là pho mát. Trong cuốn sách Technology of Cheesemaking, các biên tập viên Law và Tamimethat nói rằng pho mát pizza tương tự dường như là loại pho mát tương tự được sản xuất hàng đầu trên toàn cầu. Mỗi năm tại Hoa Kỳ, 700 triệu chiếc bánh pizza đông lạnh được bán, 3/4 trong số đó có chứa chế phẩm thay thế pho mát.
Phô mai pizza tương tự có thể được pha chế để chế biến với thiết bị làm phô mai ít phức tạp hơn so với yêu cầu đối với phô mai Mozzarella, chẳng hạn như sử dụng cách trộn và đúc đơn giản hơn. Chúng có xu hướng có kết cấu mềm và sau khi tan chảy, có thể có chất lượng hơi "dai" khi được kéo hoặc cắn vào. Chúng có thể thiếu sự kết dính hoặc độ tan chảy sau khi nấu chín. Hệ thống các loại chất ổn định mới đã được phát triển giúp giữ cho pho mát pizza tương tự được lâu hơn.
Một ví dụ về pho mát pizza đã qua chế biến là Provel, trong đó sử dụng pho mát Cheddar, Swiss và Provolone làm hương liệu. Một số loại chế phẩm tương tự được sản xuất bằng casein, một sản phẩm phụ của sữa và dầu thực vật, chứ không phải chất béo sữa. Phô mai chế biến giả giống Mozzarella dựa trên casein được chế biến bằng rennet cũng được sử dụng như một chất thay thế Mozzarella trên pizza đông lạnh.
Trong một số trường hợp, sản xuất pho mát pizza tương tự có thể tương tự như sản xuất pho mát kem, mặc dù quá trình sản xuất có thể khác và có thể tránh được sự đồng nhất.  Ở một số giống, sản phẩm được đun nóng để duy trì ở nhiệt độ cụ thể và trong một khoảng thời gian cụ thể, điều này làm cho các protein trong hỗn hợp bị hồ hóa. Trong quá trình này, các muối trong hỗn hợp dùng để tạo nhũ tương và do đó cải thiện độ tan chảy của sản phẩm cuối cùng.  Sản phẩm đã được làm nóng sau đó được đặt trong bao bì như túi trong hộp khi vẫn còn nóng, vì sản phẩm được xử lý ở trạng thái này dễ dàng hơn so với khi ở trạng thái rắn. Trong quá trình đóng gói, các loại phô mai pizza này sau đó được làm lạnh nhanh để tránh sản phẩm bị chuyển màu nâu, có thể xảy ra thông qua phản ứng Maillard.